# Florensia
 (janvier 2015).
Si vous disposez d'ouvrages ou d'articles de référence ou si vous connaissez des sites web de qualité traitant du thème abordé ici, merci de compléter l'article en donnant les références utiles à sa vérifiabilité et en les liant à la section « Notes et références ».
Florensia est un jeu de rôle en ligne massivement multijoueur en free to play qui a été lancé le 15 octobre 2008.
L'histoire se déroule à l'époque de la piraterie. Le monde de Florensia est composé de quatre îles principales et de petites îles de commerce. On utilise un navire pour voyager entre les différentes îles. Ainsi, ce jeu propose deux espaces distincts : en mer et sur terre.
Comme dans tous les MMORPG, un des buts du jeu est de monter de niveau. Pour ce faire, il est nécessaire de tuer des monstres ou d'accomplir des quêtes. Le niveau maximal est le niveau 105 Très rares sont les joueurs à l'avoir atteint : il nécessite des heures de jeu et beaucoup d'endurance.

## Histoire
Florensia a été découverte par des hommes courageux qui recherchaient une voie maritime. Ils pensaient que d'autres endroits mystérieux se trouvaient par-delà l'horizon. Alors ils s'engagèrent dans un voyage aventureux. Finalement, ils découvrirent le continent inexploré de Florensia. Ils voulaient que leur nation se porte volontaire pour aller s'installer sur ce continent dès lors appelé Lux Plena, le continent de la lumière. 
Bien des gens ne les crurent pas, certains avaient foi en ce rêve d'un monde nouveau et inconnu. Ceux qui s'y installèrent établirent un flux de pouvoirs magiques et de compétences brillants, inspirés par les leçons qu'ils avaient tirées des livres d'histoire des Anciens. Des légendes disent apprirent comment contrôler les cieux en construisant la cité de Pardioc, flottant dans les airs.
Un jour, une mystérieuse catastrophe arriva. Des énergies magiques incontrôlables causèrent des modifications surnaturelles de courants marins autour du continent. Les vents tournèrent également et il devint impossible aux navires de passer la barrière de la mer de Lux Plena vers le reste du monde. Lorsqu'un bateau s'aventurait vers la limite, il se retrouvait immédiatement dans la direction de son point de départ.
Les quelques survivants finirent par croire que le monde entier avait explosé et finirent par oublier qu'ils étaient pris au piège sur cinq petites îles, derniers vestiges du continent Lux Plena. Une ère de chaos et de ténèbres s'ensuivit et les guerres effacèrent de leurs mémoires l'époque où la cité céleste de Pardioc flottait dans les cieux. Les pouvoirs magiques et les compétences furent oubliées et le peuple crut à nouveau que rien n'existait au-delà des mers.
Mais tout comme la guerre est suivie par la paix, la paix fut suivie par la guerre…